# Matica srpska
Matica srpska (srp. Матица српска) je najstarija književna, kulturna i znanstvena institucija Srba. Osnovana je 4. po julijanskom, odnosno 16. veljače po gregorijanskom kalendaru 1826. godine u Pešti, da bi 1864. godine bila preseljena u Novi Sad, gdje joj je i danas sjedište. Predstavlja prvu Maticu nekog od slavenskih naroda, te je svojim djelovanjem utjecala na osnivanje Matica i kod drugih slavenskih naroda.

## Povijest

### Osnivanje
U želji da prikupi sredstva za izdavanje Serbskog letopisa, osnovanog 1824. godine, Josif Milovuk organizirao je sastanke s trgovcima, na koje dolazi i mladi pjesnik i pravnik Jovan Hadžić. Na njima je dogovoreno osnivanje književnog društva pod imenom Matica srpska, koje bi se bavilo izdavanjem (na prvom mjestu Letopisa). Matica srpska je osnovana 4. (odnosno 16. po novom kalendaru) veljače 1826. godine u Pešti, u Tekelijanumu, zadužbini Save Tekelije. Za predsjednika društva je izabran Jovan Hadžić, a za tajnika Josif Milovuk. Pored njih dvojice, kao osnivači se navode još i Jovan Demetrović, Gavrilo Bozitovac, Georgije Stanković, Andrija Rozmirović i Petar Rajić.

### Rani rad
Matica srpska je osnovana u vrijeme oslobađanja Srbije od turske vlasti i jačanja nacionalne svijesti. Njezino djelovanje je od samog početka bilo usmjereno ka predstavljanju srpske kulture u Europi i prosvjećivanju srpskog naroda. Stoga je razvijena bogata izdavačka djelatnost. Osnovu izdavaštva je činio "Letopis Matice srpske" (koji mijenja ime iz Serbskog letopisa). 40-ih godina 19. stoljeća osniva se knjižnica s fondovima iz različitih znanstvenih oblasti.

### Preseljenje
Godine 1864. Matica srpska se iz Pešte seli u Novi Sad, te je od tada Novi Sad zbog prosvjetiteljskog duha nazivan Srpska Atina. Novo sjedište se nalazilo u Platoneumu, zadužbini Platona Atanackovića. Matica Srpska postaje simbol građanskog društva, visoke kulture, prosvjetiteljstva i humanitarnog rada. Zahvaljujući brojnim dobrotvorima Matica je jedno vrijeme bila najbogatija zadužbinska ustanova u Ugarskoj, te su iz njezinih fondova financirani kapitalni projekti od značaja za standardizaciju srpskog jezika i razvoj različitih znanstvenih disciplina. Istovremeno, Matica je stipendirala nadarene učenike i studente.

### Novosadski dogovor
Matica srpska je bila jedan od inicijatora Novosadskog dogovora, kojim je 1954. godine službeno u uporabu stavljen srpsko-hrvatski jezik. Zajedno s Maticom hrvatskom razvila je "Rječnik srpskohrvatskog jezika".

## Matica danas
Danas Matica srpska okuplja preko 2000 suradnika. U okviru Matice djeluje 7 znanstvenih odjela: "Odjel za književnost i jezik", "Odjel za društvene znanosti", "Odjel za prirodne znanosti", "Odjel za likovne umjetnosti", "Odjel za scenske umjetnosti i glazbu", "Leksikografski odjel" i "Rukopisni odjel". Knjižnica Matice srpske posjeduje oko 3.500.000 publikacija, dok se u Galeriji Mastice srpske nalazi bogata zbirka srpskog slikarstva od 18. do 20. stoljeća. Neke od najznačajnijih publikacija su: Srpska enciklopedija, Srpski biografski rječnik, Rječnik srpskog jezika, Pravopis srpskog jezika... Pored toga, Matica izdaje i nekoliko znanstvenih časopisa: "Zbornik Matice srpske za scenske umjetnosti i glazbu", "Zbornik Matice srpske za društvene znanosti", "Zbornik Matice srpske za klasične studije", "Zbornik Matice srpske za povijest", "Zbornik Matice srpske za prirodne znanosti", "Zbornik Matice srpske za likovne umjetnosti", "Zbornik Matice srpske za slavistiku", "Zbornik Matice srpske za filologiju i lingvistiku", "Zbornik Matice srpske za književnost i jezik", "Jezik danas", "Sveske Matice srpske" i "Temišvarski zbornik". Status Matice srpske reguliran je posebnik Zakonom o Matici srpskoj (prvi takav zakon donijet je 1986. godine).

## Utjecaji
Aktivnosti Matice srpske utjecale su na osnivanje sličnih nacionalnih udruženja kod drugih slavenskih naroda. Česi 1831. godine osnivaju svoju Maticu, 1842. se u Zagrebu osniva Matica ilirska, 1862. u Zadru se osniva Matica dalmatinska, 1864. u Ljubljani Slovenska matica, a 1909. godine u Dubrovniku je osnovana Dubrovačka Matica srpska.

## Vanjske poveznice

### Sestrinski projekti
|  | Zajednički poslužitelj ima još gradiva o temi Matica srpska |

### Mrežna mjesta
- Službene stranice Matice srpske